# Салустије Крисп
Гај Салустије Крисп (лат. Gaius Sallustius Crispus; 86. п. н. е. — 34. п. н. е.) је био присталица популара и Цезара, велики представник римске историографије после аналиста, Катона Старијег, Сисене и других историчара.

## Биографија
После младости у којој је доста боловао ушао је у јавни живот и био је изабран за народног трибуна 52. п. н. е. године, када је Клодије убијен у уличном обрачуну са Милоновим следбеницима. Салустије је био противник Милона и припадао је кругу блиском Цезару, којем је дуговао политички напредак.
50. п. н. е. Салустија је из сената уклонио цензор Апије Клодије Пулхер под оптужбом за неморалност. Вероватно је прави разлог био његова политичка веза са Цезаром. Следеће године без сумње под Цезаровим утицајем био је враћен и именован за квестора.
46. п. н. е. је био претор и придружио се Цезару у његовој Афричкој кампањи која се завршила поразом остатака Помпејеве армије код Тапса. Као награду за своје услуге Салустије је именован за управника провинције Африка Нова. Т у је био оптужен за изнуђивање и само захваљујући Цезаровом утицају је избегао да буде осуђен. По повратку у Рим купио је раскошну башту на Квириналу познат као Салустијеви вртови. Затим се повукао из јавног живота и посветио се писању историјске литературе.

## Његови радови
Његово дело О Катилининој завери, латински De coniuratione Catillinaie или Bellum Catellinae и Југуртин Рат, латински Bellum Jugurthinum су сачувани у целини заједно са фрагментима његовог већег и најважнијег рада Историје, латински Historiae која обухвата историју Рима од 78-67. п. н. е., што је замислио као наставак рада Корнелија Сисене.

### Катилинина Завера
Катилинина завера садржи историју чувене 63 године. Салустије је усвојио уобичајено виђење Катилинине и приказао га као намерног непријатеља закона реда и моралности и није дао дубоко објашњења његових погледа и намера. Катилина је подржавао партију Суле којој је Салустије био противник. Овим делом је Салустије желео да покаже да његов патрон Цезар није учествовао у завери. 
У писању о Катилининој Завери Салустијев тон стил и описи аристократског понашања показују да га је јако бринуо пад морала у Риму. Тема му је дала шансу да покаже лоше особине Римске аристократије чију дегенерацију је одсликао и најцрњим бојама.

### Југуртин Рат
За Југуртин рат Салустије је скупљао материјал и стављао заједно белешке док је био управник Нумидије. У овом делу он такође напада немоћ Сената и аристократије, пречесто непријатно, моралише и филозофира, али што се тиче војне историје дело не садржи много географских и хронолошких детаља.

### Остала дела
Сачувани фрагменти Историје (неки су откривени 1886) су довољни да открију његову политичку припадност. Он ужива у описивању реакције против диктаторске политике и законодавства после његове смрти. Штета што је остатак дела изгубљен јер би бацио светло на овај период који се тицао рата против Серторија, кампање Лукула против Митридата VI и победа Помпеја Великог на истоку.
Два политички ангажована списа (латински Duae epistolae de republica ordinanda, слова политичког адвоката и саветника Цезара и напад на Цицерона латински Invectiva in Ciceronem) која се често приписују Салустију су вероватно рад другог ретора из првог века нове ере.

### Значај
Салустија често цитирају Тацит (Анали) и Квинтилијан који га сматра бољим писцем од Ливија и изједначава по значају са Тукидидом.
Практично он је представљао нову линију у књижевности, његови претходници нису били много бољи од обичних хроничара док је он настојао да објасни везу и значење догађаја и био је успешан у описивању карактера. Контраст између његовог раног живота и високог моралног тона који је усвојио у писању био је често разлог за прекоре који су му упућивани.
У сваком случају можда га је баш знање о његовим претходним слабостима водило у песимистичким погледима на морал његових савременика и терало га да им суди тако јако. Његов узор је био Тукидид којега је имитирао у истинољубивости и непристрасности у увођењу филозофских мисли и говора и у краткоћи стила која је понекад била претерана. Његова љубав према старим речима и фразама у којој је имитирао свог савременика Катона Млађег је била исмејана као претварање, али то је било само његово реторичко претварање које га је претворило у омиљеног аутора у 2 веку и касније.